# Rhaphium xipheres
Rhaphium xipheres är en tvåvingeart som först beskrevs av Wheeler 1899.  Rhaphium xipheres ingår i släktet Rhaphium och familjen styltflugor.
Artens utbredningsområde är Pennsylvania. Inga underarter finns listade i Catalogue of Life.